# Tyson Fury
Tyson Luke Fury, född 12 augusti 1988 i Wythenshawe i Manchester i England, är en brittisk före detta professionell tungviktsboxare som från februari 2020 till maj 2024 var världsmästare för organisationen WBC. 
Redan i november 2015 blev Fury världsmästare för WBA (Super), WBO, IBF och IBO. Detta efter att överraskande ha besegrat den långvariga mästaren Wladimir Klitschko. 
Fury fråntogs dock IBF-titeln senare samma år då han inte ville möta organisationens utmanare och istället skrivit på för ett returmöte med Klitschko. År 2016, efter två inställda matcher mot ukrainaren, avsade sig Fury också de övriga titlarna efter personliga problem och en medicinsk utredning där det bland annat visat sig att han hade för höga halter av nandrolon i urinen. Efter 32 månaders frånvaro och en retroaktiv dopningsdom med avstängning på två år var Fury i juni 2018 tillbaka i ringen.
I februari 2020 vann Fury en ny VM-titel då han på en gala i Las Vegas besegrade regerande WBC-mästaren Deontay Wilder; en titel som han försvarade mot samme Wilder den 9 oktober 2021.
Tyson Fury meddelade den 13 januari 2025 att han avslutar sin boxningskarriär.

## Bakgrund
Fury är född och uppvuxen i Manchester i England i en familj av irländskt resandefolk som har en lång historia inom boxningen där bland andra hans far på 1980-talet tävlade både utan och med handskar; först som olicensierad boxare och senare som professionell. Tyson Fury är dessutom kusin till både den irländske WBO-mellanviktsvärldsmästaren Andy Lee och till tungviktaren Hughie Fury. Den senares far, Peter Fury, är också Tysons tränare. Furys far gav honom namnet "Tyson" efter dåvarande tungviktsvärldsmästaren Mike Tyson.

## Boxningskarriär

### Som amatör
Som amatör representerade Fury både Irland och England, det förstnämnda landet tre gånger på internationell nivå. Till en början boxades Fury för Holy Family Boxing Club i Belfast, Nordirland men bytte senare till Smithboro Club baserad på Irland. I ett internationellt dubbelmöte mot Polen 2007 vann Fury båda sina matcher i Rzeszów och Białystok och i en annan irländsk landskamp, mot USA, vann han sin match på knockout.
Fury blev sedan tvungen att dra sig ur de irländska nationella mästerskapen efter att protester rörande hans landstillhörighet lämnats in. I England, där han representerade Jimmy Egan Boxning Academy, deltog han i de nationella seniormästerskapen år 2006, men blev där besegrad av David Price med siffrorna 22-8.
I maj 2007 vann Fury EU Junior Championship representerande England men han förlorade senare mot Maxim Babanin i finalen av de Europeiska juniormästerskapen. Som junior var han rankad som nummer tre i världen bakom ryssarna Maxim Babanin och Andrej Volkov, men förlorade ändå mot David Price i kampen om en plats i Storbritanniens lag till de Olympiska spelen i Peking 2008. Furys försök att OS-kvalificera sig för Irland blev även det misslyckat och istället för att vänta på en ny OS-chans 4 år framåt i tiden blev han nu istället professionell. Innan dess hann han under 2008 dock med att, i avsaknad av Prices deltagande (som OS-boxades och där vann brons), bli nationell mästare (ABA).

### Som proffs

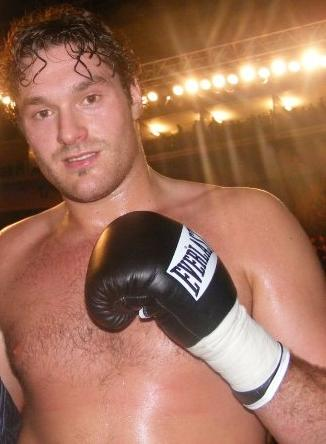
Fury efter sin debut 2008.

Fury begick sin professionella debut 6 december 2008 i Nottingham i England när han besegrade ungraren Bela Gyongyosi på teknisk knockout i den första ronden. Han vann också sina sex därpå följande matcher under 2009 innan han i september samma år poängbesegrade John McDermott för att överta den engelska tungviktskronan. Fury vann sedan ytterligare två matcher innan det var dags för ett returmöte med McDermott om Englands tungviktstitel. Även det vann Fury; denna gång på TKO i rond 9.

#### Titelsamling
Under 2010 och 2011 avfärdade den långe britten ytterligare tre motståndare innan det var dags för ett möte med den obesegrade brittiske, tillika Commonwealth-mästaren, Derek Chisora. Matchen, på Wembley Stadium i juli 2011, vanns av Fury via ett enhälligt beslut efter 12 ronder. Sin Commonwealth-titel försvarade han i november samma år mot Neven Pajkic och i april 2012 vann han den vakanta irländska tungviktstiteln efter att ha slagit ut Martin Rogan i rond nummer 5 på en gala i Belfast.
Fury fortsatte att samla på sig titlar när han juli 2012 besegrade Vinny Maddalone i en match som också den tog slut i femte ronden; detta gällande WBO:s vakanta Inter-Continental heavyweight title. Britten började nu ses som en framtida pretendent till en match om ett världsmästarbälte och i december samma år tog han sig ännu ett steg närmare de stora matcherna när han kämpade ned Kevin Johnson via ett enhälligt poängbeslut. Den 20 april 2013 besegrade han sedan i sin USA-debut, i Madison Square Garden, den högt rankade förre Cruiserviktsvärldsmästaren Steve Cunningham. Matchen var en så kallad "titel-eliminator" för IBF som fastslog vinnaren till nummer 2 på organisationens utmanarlista efter den obesegrade bulgaren Kubrat Pulev. Fury fick försvara sig vilt i de två första ronderna och slogs till golvet i den andra ronden. Han återhämtade sig dock, tog över matchen och slog sedan med en höger Cunningham knockout för första gången i den senares karriär; detta i rond nummer 7.
Fury skulle sedan, i ett brittiskt stormöte, möta den forne världsmästaren David Haye i september 2013. Men Haye drog sig ur matchen efter att ha fått ett jack ovanför ögat under träning. Mötet sköts ursprungligen upp till 8 februari 2014, men Haye tvingades åter att dra sig ur hänvisande till en karriärhotande axelskada, och antydde att han nu skulle lägga handskarna på hyllan. Istället gick Fury en match mot Joey Abell, en match han vann på TKO i fjärde ronden.
I november 2014, efter att matchen försenats ett antal månader, möttes Fury och rivalen Dereck Chisora en andra gång; detta i en match gällande tre olika bälten varav det mest prestigefyllda var Europamästerskapet. Fury vann också detta möte och sträckte ut sin segerrad till 23 matcher när Chisora gav upp i den tionde ronden. Fury gick därefter en match mot Christian Hammer i februari 2015 vilken också den vanns efter att motståndaren givit upp, nu i rond 8.

#### Världsmästare efter skrällseger
I juli 2015 bekräftades det att Fury skulle möta den sedan mer än 10 år tillbaka obesegrade världsmästaren Wladimir Klitschko i en match gällande dennes mästarbälten hos organisationerna WBA (Super), IBF, WBO och IBO. Dessutom låg boxningsmagasinet The Rings linjära mästerskapstitel i potten. Matchen var tänkt att äga rum den 24 oktober men sedan Klitschko ådragit sig en skada flyttades datumet fram till den 28 november 2015.
Inför matchen, som skulle avgöras i Esprit Arena i Düsseldorf, Tyskland var regerande mästaren Klitschko, med 19 raka titelförsvar bakom sig, skyhög favorit att försvara sina titlar. Fury menade dock att han hade goda chanser att ställa till med en sensation beroende på sin längd och speciella stil: "Skillnaden mellan mig och de tidigare utmanarna Klitschko har slagit i rad är att ingen av dem var som jag. De var alla ungefär 6feet 1inch, 6feet 2inches [185-188 cm] långa som bara gick framåt i försök att få in hårda träffar. De var genomsnittliga tungviktare." "Klitschko har aldrig mött någon som mig, en 6feet 9inches [206 cm] lång boxare som kan skifta mellan höger och vänsterslag och som är så oortodox som två vänsterfötter på en bakåtvänd clown".
Furys förutsägelse skulle visa sig vara sann. Efter en avvaktande match där mästaren aldrig riktigt kom in på kroppen på sin, för ovanlighets skull, längre motståndare vann Fury efter tolv ronder en enhällig poängseger med siffrorna 116-111, 115-112, 115-112. I ringen efter matchen tackade Fury sin "frälsare Jesus Kristus" och menade att "...det här är en dröm som slår in" varpå han föll i gråt. Den nye världsmästaren sjöng därpå delar av Aerosmiths låt I don't wanna miss a thing som en hyllning till frun Paris som tagit sig upp i ringen. Fury hyllade också den besegrade mästaren och menade att "Om jag blir hälften av den mästare som Wladimir Klitschko varit så kommer jag att bli väldigt, väldigt glad." Ukrainaren svarade med att erkänna att han inte varit bra nog för att vinna och att han "...aldrig mött någon som är så stor och snabb som han [Fury] är. Och jag hittade aldrig något sätt att låsa upp honom på".

#### Titeltapp, personliga problem och comeback
Fury fråntogs dock IBF-titeln senare samma år då han inte ville möta organisationens utmanare och istället skrivit på för ett returmöte med Klitschko. År 2016, efter två inställda returmatcher mot Klitschko, avsade sig Fury också de övriga titlarna efter personliga problem och en medicinsk utredning där det bland annat visat sig att han hade för höga halter av nandrolon i urinen.
Efter mer än två års bortovaro och en retroaktiv dopningsdom med avstängning på just två år var Fury i juni 2018 tillbaka i ringen. Hela 52 kg lättare vann han över albanen Sefer Seferi som gav upp efter fyra ronder. Fury menade att han redan innan årets slut skulle vara världsmästare igen. Fury fick visserligen chansen till detta då han i december 2018 gick en titelmatch mot amerikanen Deontay Wilder, men efter en match som slutat oavgjord efter 12 ronder behöll Wilder sitt bälte. Fury slogs ner i den sista ronden och närapå uträknad kom han på fötter och kunde hålla ut tills ronden var slut.
I juni 2019 mötte Fury den dittills obesegrade tyske tungviktaren Tom Schwarz. Fury dominerade matchen från start och vann via TKO i den andra ronden. I augusti samma år blev det klart att brittens nästa motståndare skulle bli svenske Otto Wallin på en gala i Las Vegas i september.

#### Åter världsmästare
I februari 2020 var Fury tillbaka som världsmästare då han på en gala i Las Vegas besegrade regerande WBC-mästaren Deontay Wilder.

## Utanför ringen
Tyson Fury och hans fru Paris gifte sig 2009.
Fury, som är en troende kristen, är också anhängare av Premier League-klubben Manchester United.

### Webbsidor
- Fury på boxrec.com